# Hammarby IF (żużel)
Bajen Speedway Sztokholm właśc. Hammarby IF Speedwayförening – żużlowy sekcja klubu Hammarby IF z Sztokholmu. Sekcja powstała w 2004.

## Historia startów w lidze
- 2004 (Allsvenskan) - porażka w półfinale (3-4. miejsce)
- 2005 (Żużlowa Allsvenskan|Allsvenskan) - 1. miejsce → awans
- 2006 (Elitserien) - 8. miejsce
- 2007 (Elitserien)

## Skład na sezon 2009
- Martin Smolinski
- Andrij Karpow
- Kamil Brzozowski
- Paweł Hlib
- Paweł Miesiąc
- Dawid Lampart
- Jari Mäkinen
- Tero Aarnio
- Alexander Edberg
- Morten Risager
- Moller Henrik

http://bajenspeedway.se/cms/images/stories/hammarby%20speedway..jpg zdjęcie składu z sezonu 2009]

## Osiągnięcia
- Drużynowe Mistrzostwa Szwecji: brak medali